# فرضیه ارمنستان
فرضیهٔ ارمنستان فرضیه‌ای است که طی آن خاستگاه نیاهندواروپاییان سرزمین کوهستانی ارمنستان در هزارهٔ چهارم پیش از میلاد پیشنهاد شده‌است. مبنای این فرضیه ریشه در زبان‌شناسی و نظریه چاکنایی دارد.
بر مبنای این الگو زبان اولیه احتمالی هندوهیتی بوده و نه بخشی از زبان‌های آناتولی. برپایهٔ این فرضیه زبان نیایونانی برابر با یونانی میسنایی است و قدمت آن به سدهٔ هفدهم پیش از میلاد بازمی‌گردد و مهاجرت یونانیان به یونان همزمان با مهاجرت هندوآریایی‌ها به هندوستان و احتمالاً مرتبط با حرکت کاسیان هندواروپایی است. این وقایع می‌باید در عصر برنز متأخر روی داده‌باشد. این فرضیه را نخستین بار زبان‌شناسان روس- ت‌و گامکرلیدزه و و.و. ایوانف- در ۱۹۸۵ میلادی پیشنهادند. برپایهٔ فرضیهٔ ایشان، نخست دسته‌هایی از نیاهندواروپاییان از ارمنستان به استپ‌های پونتیک رفتند و از آنجا مطابق با فرضیه کورگان به سوی اروپای غربی پراکنده‌شدند. ولی هیتی‌ها، هندوایرانی‌ها، یونانی‌ها و ارمنی‌ها از خود ارمنستان به دیگر نقاط مهاجرت کردند.